# Percy Jackson i els déus de l'Olimp
Percy Jackson i els déus de l'Olimp és una sèrie de llibres juvenils, publicada en versió original anglesa com a Percy Jackson & the Olympians per l'escriptor dels Estats Units Rick Riordan. És la primera de les sèries de novel·les que formen part de la franquícia de mitjans anomenada Les cròniques del Campament Mestís, sobre herois moderns, els déus de l'Olimp i elements i personatges de la mitologia clàssica. La història planteja que els déus i deesses immortals de la mitologia grega existeixen realment i viuen al segle xxi.
La col·lecció consta de cinc novel·les, traduïdes en moltes llengües, idiomes entre els quals xinès, txec, finlandès, francès, neerlandès, alemany, hebreu, portuguès, brasiler, indonès, serbocroata, castellà i català, que continua després en una nova saga anomenada Els Herois de l'Olimp.
El primer llibre també s'ha adaptat al cinema amb el títol Percy Jackson & the Olympians: The Lightning Thief (‘Percy Jackson i els Olímpics: el lladre del llampec’) i el dia 17 de juliol de 2013 se'n va estrenar seqüela, basada en el segon llibre, Percy Jackson: Sea of Monsters. El 2023 Disney+ va estrenar una sèrie de televisió basada en les novel·les, que rebé crítiques positives.
La trama principal planteja les maquinacions de Cronos que vol crear una nova era dels Titans, que ressorgeixen i volen recuperar el poder perdut en mans dels déus olímpics amb una segona guerra dels Titans. Els nous herois grecs, encapçalats per Percy (Perseu) Jackson, viuen una sèrie d'aventures i de batalles per a evitar que els titans guanyin la guerra. A la primera novel·la s'explica que l'oracle va predir que l'heroi fill d'un dels tres déus masculins principals (Zeus, Posidó i Hades) seria el responsable de la supervivència o del declivi dels déus de l'Olimp. Aquesta predicció provoca que els déus desconfiïn dels herois, sobretot de Jackson, que és fill de Posidó. Durant la sèrie apareixen diversos personatges de la mitologia grega, molts dels quals pertanyen a algun dels dos bàndols: Medusa, Circe, Calipso, els centaures, les sirenes, el cíclop Polifem, les harpies, les nimfes, les eumènides (fúries), els hipocamps, l'oracle de Delfos, el ca Cèrber, Dèdal, el rei Minos, uns quants déus menors (Morfeu, Hècate, Dofí i el déu romà Janus, entre d'altes), ...
Tota l'acció se situa entre diverses localitzacions mitològiques i d'altres de reals, situades a l'Amèrica del Nord, especialment a la ciutat de Nova York, on ara viuen els déus olímpics. Segons s'explica en els llibres, el Mont Olimp sempre hauria traslladat la seu segons allà on es trobava el centre de poder durant la història de la humanitat. Els altres indrets mitològics també s'han mogut màgicament amb l'Olimp. Entre els indrets mitològics, a part del Mont Olimp, hi ha el Jardí de les Hespèrides, el Laberint del rei Minos de Creta, el regne d'Hades, molts dels indrets de l'Odissea, com Ogígia o l'illa de Circe, ...

## Els llibres

### El lladre del llampec
El protagonista i principal narrador de la sèrie, Percy Jackson, descobreix que és un semidéu grec, és a dir, el fill d'un déu grec i d'una mortal. El porten al Campament Mestís (Camp Half-Blood en anglès) on juntament amb Annabeth Chase, filla d'Atena, i Grover Underwood, un sàtir, ha de complir una missió: recuperar el llamp de Zeus, que ha estat robat. Alguns dels déus, Zeus inclòs, creuen que ha sigut el propi Jackson que l'ha robat i hi ha el risc que comenci una guerra entre els déus.

### El mar dels monstres
Inspirat en el viatge d'Odisseu després de la Guerra de Troia i en els fets narrats a l'Odissea d'Homer, el Mar de Monstres planteja el viatge d'en Percy Jackson i d'alguns dels seus amics pel Triangle de les Bermudes per a trobar i recuperar el Velló d'Or perdut després que Jàson i els argonautes el robessin al drac. Els herois necessiten el velló per a salvar l'arbre de la Thalia, un arbre màgic que protegeix el Campament Mestís, que és misteriosament enverinat i que es mor a poc a poc. Un vaixell ple de monstres, el Princess Andromeda, els persegueix.

### La maledicció del tità
El tità Atles, cap de l'exèrcit de Cronos, ha aconseguit escapar de la seva maledicció eterna: suportar el pes del cel i evitar que caigui sobre la Terra. El tità fa raptar a la deessa Àrtemis (Diana). L'Annabeth, una heroïna companya de Jackson, també ha estat raptada, acaba atrapada amb la deessa quan ella, en Percy, la Thalia Grace i el sàtir Grover Underwood intentaven rescatar dos herois desconeguts. En Percy Jackson i un grup d'herois, entre els quals hi ha els dos nous, els germans Nico i Blanca di Angelo, de qui es desconeix el pare (un déu), junt amb les Caçadores de la deessa se'n van de viatge per a trobar-les i rescatar-les. En Nico, que encara és massa petit per a una empresa similar, només arriba fins al Campament Mestís. Pel camí descobreixen que l'ofiotaure, un ser mitològic que en Percy havia rescatat al fons marí, és la clau per a vèncer els déus de l'Olimp.

### La batalla del laberint
En Percy i l'Annabeth descobreixen accidentalment que al Campament Mestís hi ha una entrada al Laberint del Minotaure, construït per Dèdal per al rei Minos, va ser vençut antigament per l'heroi Teseu, que en va sortir gràcies al fil màgic d'Ariadna, la filla del rei. En Percy i l'Annabeth també descobreixen que en Luke, un heroi que treballa per als titans, coneix aquesta entrada al laberint i busca el camí per a poder dur un exèrcit de monstres al Campament i destruir els herois que hi viuen i que podrien ajudar els déus a vèncer els titans. És l'única entrada no protegida per la màgia del pi de la Thalia, ja que el laberint té la seva pròpia màgia.
Els herois decideixen entrar al laberint i intentar trobar-ne l'inventor, que, si continua viu, podria ser la clau per a destruir-ne l'entrada al Campament.

### L'últim heroi de l'Olimp
Arriba l'hora de la batalla final, la majoria dels déus olímpics s'enfronten infructuosament amb Tifó, que atravessa els Estats Units destruint tot allò que troba pel camí i que es dirigeix al Mont Olimp (a Nova York), mentre que en Posidó s'enfronta sol amb el tità Oceà i a l'Olimp només queda Hèstia, la deessa de la llar, que dona suport i aconsella els herois. Els herois, mentrestant aconsegueixen destruir el vaixell Princess Andromeda. En Nico convenç en Percy perquè es banyi al riu Estix per fer-se en invencible, com Aquil·les, i així poder lluitar contra els titans. Quan ell i en Nico tornen del regne d'Hades, la batalla està a punt de començar, els herois del Campament, els sàtirs, unes quantes nimfes, les Caçadores, en Quiró i uns quants aliats més s'enfronten a l'exèrcit de monstres, a algun dels titans que ja ha arribat i a uns quants déus menors i una colla d'herois descontents que donen suport als titans, tots ells encapçalats pel mateix Cronos.

## Personatges principals

### Herois
- Percy Jackson, és fill de Posidó (Neptú), déu grec del mar, i de Sally Jackson, una humana. Al primer llibre, el centaure Quiró li dona un bolígraf que, quan és destapat, es converteix en una espasa anomenada Anaklusmos ("contracorrent" en grec antic). En les adaptacions al cinema realitzades per Chris Columbus és interpretat per l'actor Logan Lerman, mentre que a la sèrie de televisió és interpretat per Walker Scobell. Percy va néixer al barri novaiorquès de Manhattan, NY. Quan apareix a El lladre del llampec té dotze anys i a L'últim heroi de l'Olimp en té setze. Ha viscut moltes aventures juntament amb la seva companya i millor amiga Annabeth Chase, filla d'Atena i al costat del seu millor amic, Grover Underwood, un sàtir. Durant la línia de temps d'Els Herois de l'Olimp, Percy continua tenint setze anys. Percy és descrit com un jove extravertit, divertit i molt lleial a la família.Té els cabells negres, ulls verd mar, heretats de son pare Posidó. És un noi molt sacrificat, podríem destacar que podria destruir fins i tot el món per la seva família i amics, segons la mare d'Annabeth, Atena. És el protagonista de la saga al costat d'Annabeth, Leo, Frank, Hazel, Piper i Jason.
- Annabeth Chase, filla d'Atena, deessa de la saviesa, i de Frederik Chase. La seva mare li va regalar una gorra de l'equip de beisbol, New York Yankees, que té el poder de fer invisible qui la porta, com l'elm d'Hades. A les pel·lícules la representa Alexandra Daddario, i a la sèrie de televisió, Leah Sava Jeffries.
- Thalia Grace, és filla de Zeus. Quan anava cap al Campament Mestís amb l'Annabeth i en Luke, uns quatre anys abans de l'inici del primer llibre, es va sacrificar per a salvar-los. El seu pare, Zeus, per evitar que morís la va convertir en el pi que dona l'energia a les fronteres màgiques del campament. L'actriu Paloma Kwiatkowski en té el paper als films.
- Luke Castellan és un dels principals antagonistes de la sèrie. És fill d'Hermes i de May Castellan, es posa contra el seu pare i els déus olímpics i ajuda Cronos en la segona Titanomàquia. A les pel·lícules el representa Jake Abel, i a la sèrie de televisió, Charlie Bushnell.
- Nico di Angelo, és un altre heroi grec, fill d'Hades, va néixer durant els anys 20 del segle xx, però va ser amagat pel seu pare en un casino màgic de Las Vegas on el temps s'atura i els humans i els herois poden quedar atrapats eternament. Hades el fa alliberar del casino quan descobreix l'existència de Jackson.
- Clarisse La Rue, filla d'Ares, el déu de la guerra, és la líder de la Casa d'Ares del Campament Mestís. És l'antagonista d'en Percy dins del Campament.

### Personatges mitològics
- Grover Underwood: un jove sàtir amic d'en Percy que l'acompanya i l'ajuda sempre que pot. Està obsessionat a trobar el déu de la naturalesa Pan. A les pel·lícules és representat per Brandom T. Jackson, i a la sèrie de televisió, per Aryan Simhadri.
- Tyson: germanastre d'en Percy, és un ciclop jovenet que acompanya en Percy en algun dels seus viatges i que acaba treballant per al seu pare Posidó.
- Les Caçadores d'Àrtemis: són un grup de noies verges adoptades com a filles per la deessa, a qui fan de guàrdia personal i que l'acompanyen arreu on va. La deessa els ha concedit la immortalitat i només poden morir si és en el camp de batalla.
- Quiró: el centaure continua entrenant herois des de l'època d'Aquil·les, ara treballa al Campament Mestís, del qual és director.

### Déus
- Dionís: el déu, castigat per Zeus per les seves malifetes, ha estat condemnat a supervisar el Campament Mestís durant un segle i viu allà amb els herois.
- Posidó: pare de Percy Jackson i el seu principal defensor davant de la resta de déus.
- Hefest: pare de Charles Beckendorf, un amic de Jackson, ajuda a l'heroi i es posa a favor seu davant de la resta de déus.
- Ares: el déu intenta oposar-se sovint a en Percy, fins i tot lluiten una vegada, i li fa sovint la punyeta.
- Hèstia: deessa de la llar, apareix sovint pel Campament Mestís sense que ningú li faci gaire cas.
- Hera: deessa del matrimoni, és l'esposa de Zeus i mare dels seus fills déus. Ja en la mitologia grega odiava els herois perquè sovint eren fills d'infidelitats dels seus parents. També segons la mitologia grega l'heroi més perseguit per Hera va ser Hèracles (Hèrcules), fill del seu marit Zeus. En els llibres la relació d'Hera amb el protagonista és sovint similar a la que tenia amb Hèracles.
- Atena: la deessa, mare d'Annabeth, a vegades ajuda als herois i sovint desconfia de Jackson.
- Àrtemis: tot i que desconfia per naturalesa dels homes i dels déus masculins, acaba fent-se amiga d'en Jackson.
- Pan: déu de la naturalesa, apareix moribund al Laberint d'en Dèdal.
- Afrodita: amant d'Ares i esposa d'Hefest, li agraden els embolics romàntics i atabala el protagonista en les seves relacions romàntiques i d'amistat amb les noies.
- Zeus: continua governant els déus, és el pare de Thalia. Apareix sovint esmentat i tohom tem les seves possibles represàlies.

### Titans
- Atles
- Cronos
- Tifó (tot i que en la mitologia grega és considerat un monstre i no un tità, treballa junt amb els titans per a vèncer els déus)
- Prometeu
- Hiperió
- Oceà
- Crios